# Fermanagh (District)
Fermanagh (irisch Fear Manach) war einer der 26 nordirischen Districts, die von 1973 bis 2015 bestanden. Der District umfasste die gesamte traditionelle Grafschaft Fermanagh sowie Teile der traditionellen Grafschaft Tyrone. Der Verwaltungssitz des flächenmäßig größten nordirischen Districts in dieser Zeit war Enniskillen. Weitere Orte waren Lisnaskea, Irvinestown, Belleek, Belcoo, Derrylin und Rosslea. Ein Fünftel der Fläche des Districts wurden von dem Gewässer Lough Erne eingenommen. Zum 1. April 2015 ging er im neuen District Fermanagh and Omagh auf.

## Fermanagh Council
Die Wahl zum Fermanagh Council am 11. Mai 2011 hatte folgendes Ergebnis:
| Partei | Partei                                    | Ergebnis 2011 | Ergebnis 2011 | Veränderung zu 2005 | Veränderung zu 2005 |
| Partei | Partei                                    | Sitze         | Stimmen       | Sitze               | Stimmen             |
| ------ | ----------------------------------------- | ------------- | ------------- | ------------------- | ------------------- |
|        | Sinn Féin                                 | 9             | 36,6 %        | 0                   | −0,8 %              |
|        | Ulster Unionist Party (UUP)               | 6             | 24,0 %        | 1                   | 1,9 %               |
|        | Democratic Unionist Party (DUP)           | 4             | 17,3 %        | 0                   | −3,4 %              |
|        | Social Democratic and Labour Party (SDLP) | 3             | 12,5 %        | −2                  | −5,4 %              |
|        | Traditional Unionist Voice                | 0             | 1,0 %         | 0                   | 1,0 %               |
|        | Alliance Party                            | 0             | 0,4 %         | 0                   | 0,4 %               |
|        | Green Party                               | 0             | 0,2 %         | 0                   | −0,1 %              |
|        | Unabhängige                               | 1             | 7,3 %         | 1                   | 6,9 %               |
|        | Sonstige                                  | 0             | 0,8 %         | 0                   | −0,5 %              |